# Mayotte
Mayotte és una illa africana que conforma un departament i una regió francesa de França, situada a l'extrem septentrional del canal de Moçambic, a l'oceà Índic, entre Madagascar i Moçambic, a l'arxipèlag de les Comores. També es coneix amb el nom de Mahoré, especialment entre els partidaris de la seva inclusió a la Unió de les Comores.
Mayotte, amb 373,24 km² i una població de 256.518 habitants el 2017 és membre de la Comissió de l'Oceà Índic. La capital és Mamoudzou, a l'est de l'illa principal, amb 45.485 habitants. El domini d'internet és .yt.

## Història
Mayotte fou venuda a França el 1841 pel seu sultà usurpador Adriantsoli (vegeu Sultanat de Mayotte), per la qual cosa fou francesa molts anys abans que la resta d'illes Comores (Anjuan, Mohéli i Gran Comora) que van estar primer sota protectorat (al darrer terç del segle XIX) i van esdevenir colònies a l'inici del segle xx. Vegeu Mayotte (1841-1886) i Mayotte i dependències.
A l'hora de declarar-se la independència de l'arxipèlag, en va ser l'única illa que en el referèndum de 1974 va votar a favor de continuar sota domini francès. Les Comores, però, en reclamen la sobirania. Una resolució del Consell de Seguretat de les Nacions Unides de 1976 va donar suport a aquesta reclamació per una majoria d'11 dels seus 15 membres; ara bé, com que França va vetar el dictamen, no es va aprovar. Aquesta situació es va repetir l'any 2004.
La situació de Mayotte sembla de difícil solució per a l'Estat francès: mentre que la població local ha demostrat llargament que vol continuar mantenint els lligams amb França i no unir-se a les Comores, s'han aixecat veus internacionals de protesta contra aquesta situació de dependència. A més a més, la peculiar administració local de Mayotte, que tradicionalment aplica la llei islàmica, és difícil d'integrar dins les estructures legals franceses, això per no esmentar el cost que representa fer que el nivell de vida de Mayotte s'assembli als estàndards de la França europea. A causa de tot plegat, les lleis del Parlament francès han d'especificar clarament que són d'aplicació a Mayotte si realment volen ser-hi efectives.
L'estatut polític de Mayotte es va canviar el 2001, de manera que ara és més semblant al dels departaments de la França continental: ara és anomenada una "col·lectivitat departamental"; això malgrat que les Comores en continuen reclamant la sobirania. Aquest canvi d'estatus va ser aprovat pel 73% de la població de Mayotte en referèndum.
El 2011 Mayotte deixà l'estatus de col·lectivitat departamental d'ultramar i esdevingué un departement o regió d'ultramar.

## Geografia

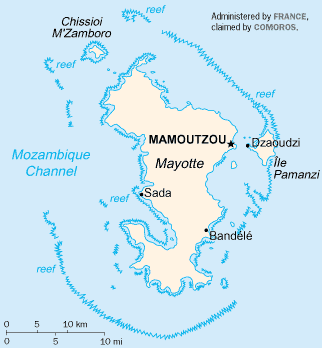
Territori de Mayotte

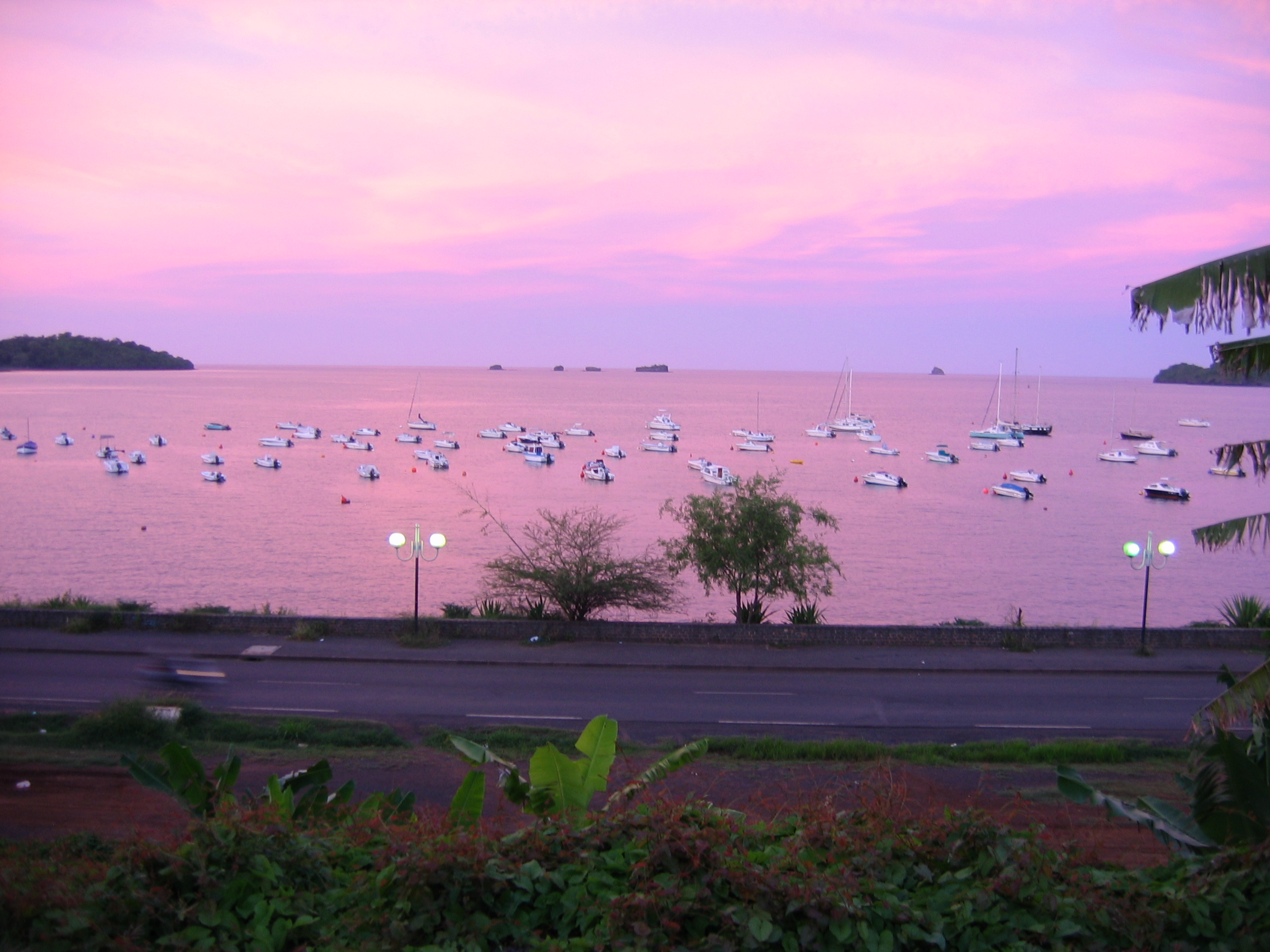
Prop de Mamoudzou

L'illa principal, Mahoré (o Grand Terre), amb 362 km² i 159.042 habitants el 2005, és la més meridional de les Comores, i geològicament és la més antiga de l'arxipèlag. Té 39 km de llarg i 22 d'amplària, i els punts més elevats es troben entre els 500 i els 600 metres sobre el nivell del mar. Com que és de natura volcànica, el sòl hi és relativament fèrtil en algunes àrees determinades. L'escull coral·lí que encercla una bona part de l'illa ofereix refugi als vaixells i un bon hàbitat per als peixos.
Dzaoudzi va ser la capital de les Comores fins al 1962 i fins no fa gaire va ser el centre administratiu de Mayotte, traslladat ara a Mamoudzou, a l'illa principal. Dzaoudzi, amb 14.141 habitants el 2005, la segona ciutat del territori i el port principal, se situa a l'illa de Pamanzi (o Petite Terre), que amb vora 11 km² i 23.033 habitants és la més gran de les diverses illes adjacents a Mahoré, a la qual la uneix una carretera sobre un dic.

### Llengües
La llengua oficial o nacional de Mayotte és el francès. Segons el SIL Internacional, a Mayotte hi ha un total de 4 llengües llistades:
- Bushi: 39.000 parlants a Mayotte.
- Francès: 2.450 persones el tenen com a llengua materna a Mayotte.
- Maore: 92.806 parlants a Mayotte. També es diu swahiki de Comores.
- Swahili: 2.744 parlants a Mayotte.